# Sexuální symbol

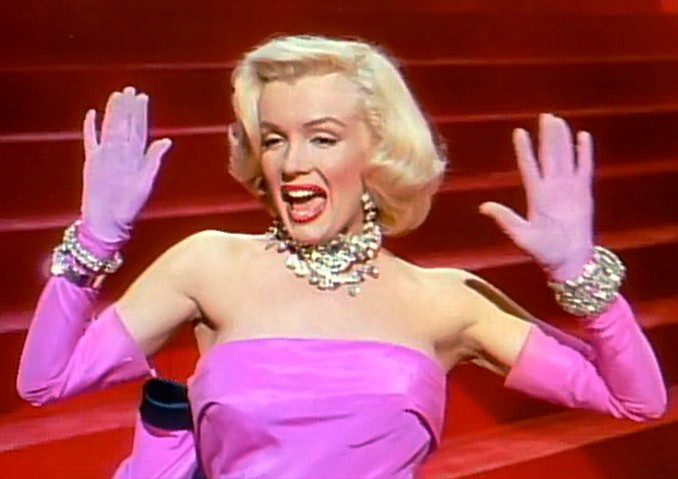
Marilyn Monroe ve filmu Páni mají radši blondýnky, 1953

Sexuální symbol, zkráceně sexsymbol, je mužská či ženská celebrita – obvykle herec, hudebník, modelka, idol teenagerů či sportovec, který je považován za sexuálně přitažlivého. Ve vnímání a formování tohoto pojmu hrají roli masmédia.
Termín byl poprvé použit v polovině 50. let 20. století v souvislosti s popularitou hollywoodských hereckých hvězd, především s herečkami Marilyn Monroe a Brigitte Bardotovou.

## Seznam osob označovaných za sexsymbol

### 20. léta 20. století a dříve
- Josephine Bakerová[3]
- Theda Bara[4]
- Louise Brooksová[5]
- Clara Bowová[6]
- Ramón Novarro[7]
- Lillian Russellová[8]
- Rudolph Valentino[9]

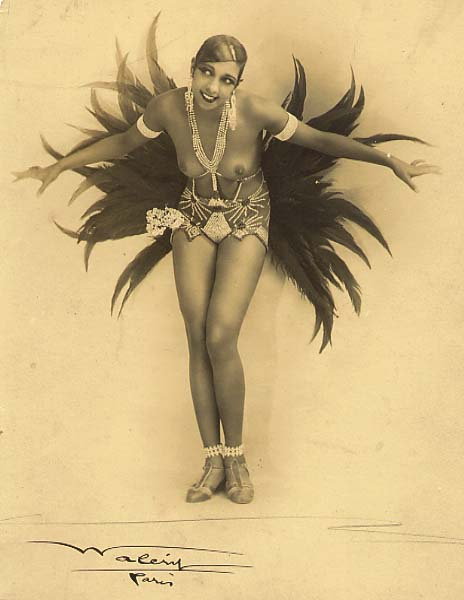
Lucien Walery: Josephine Bakerová
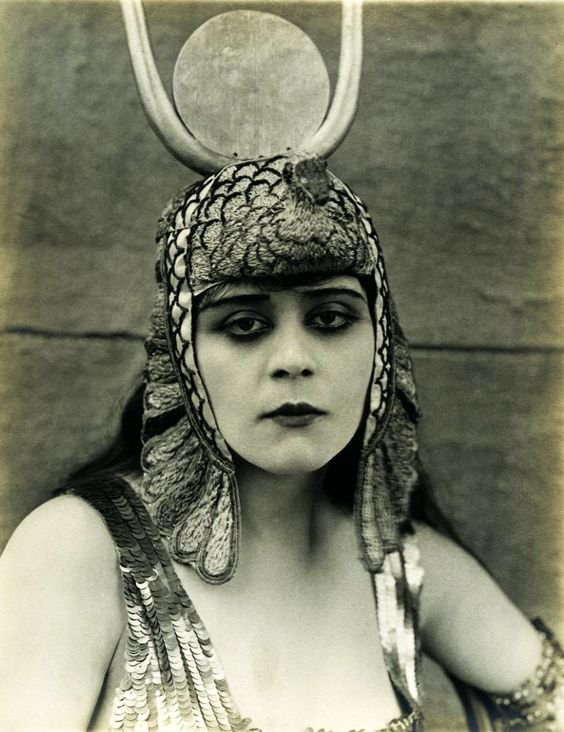
Theda Bara jako Kleopatra, 1917
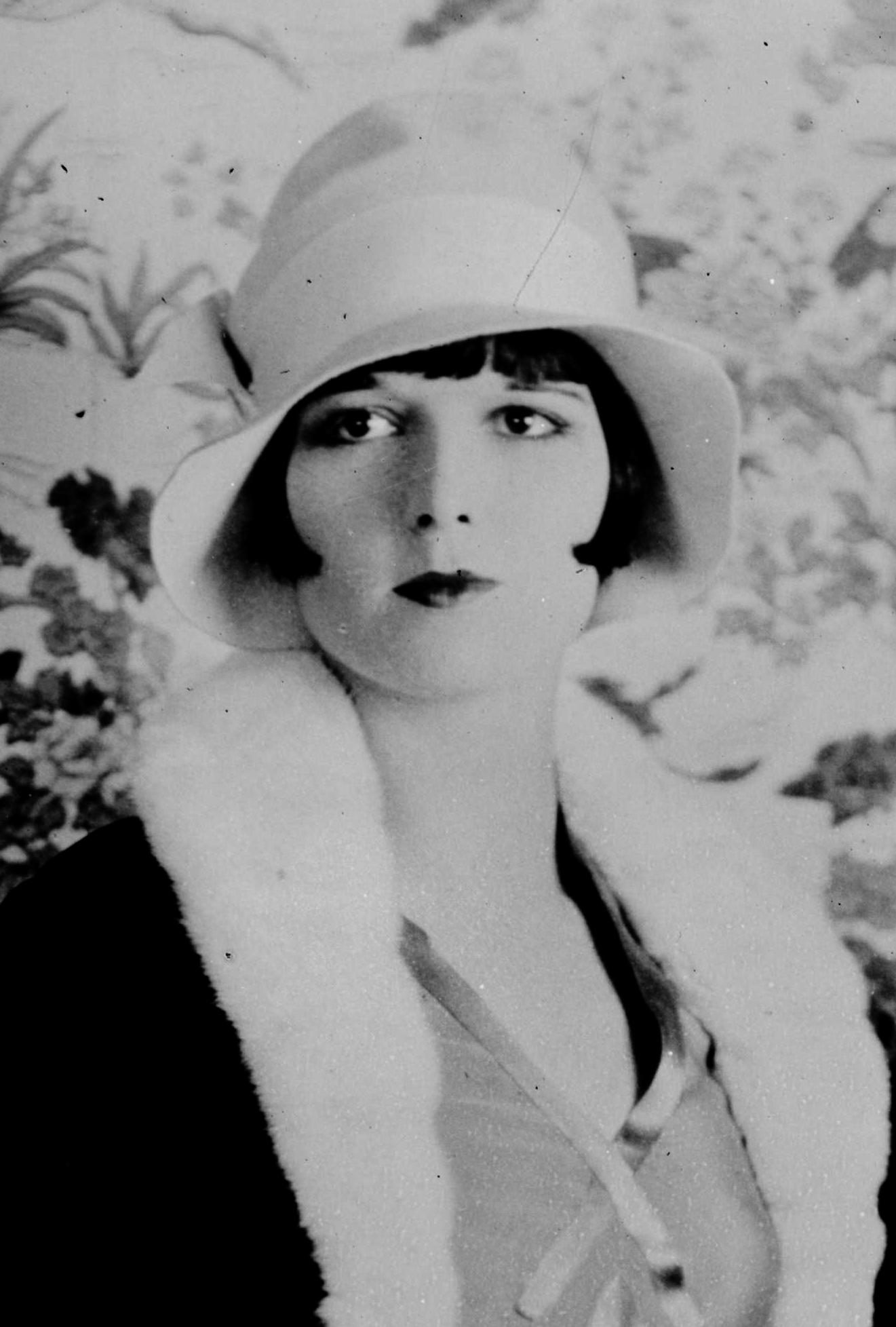
Louise Brooks, 1927
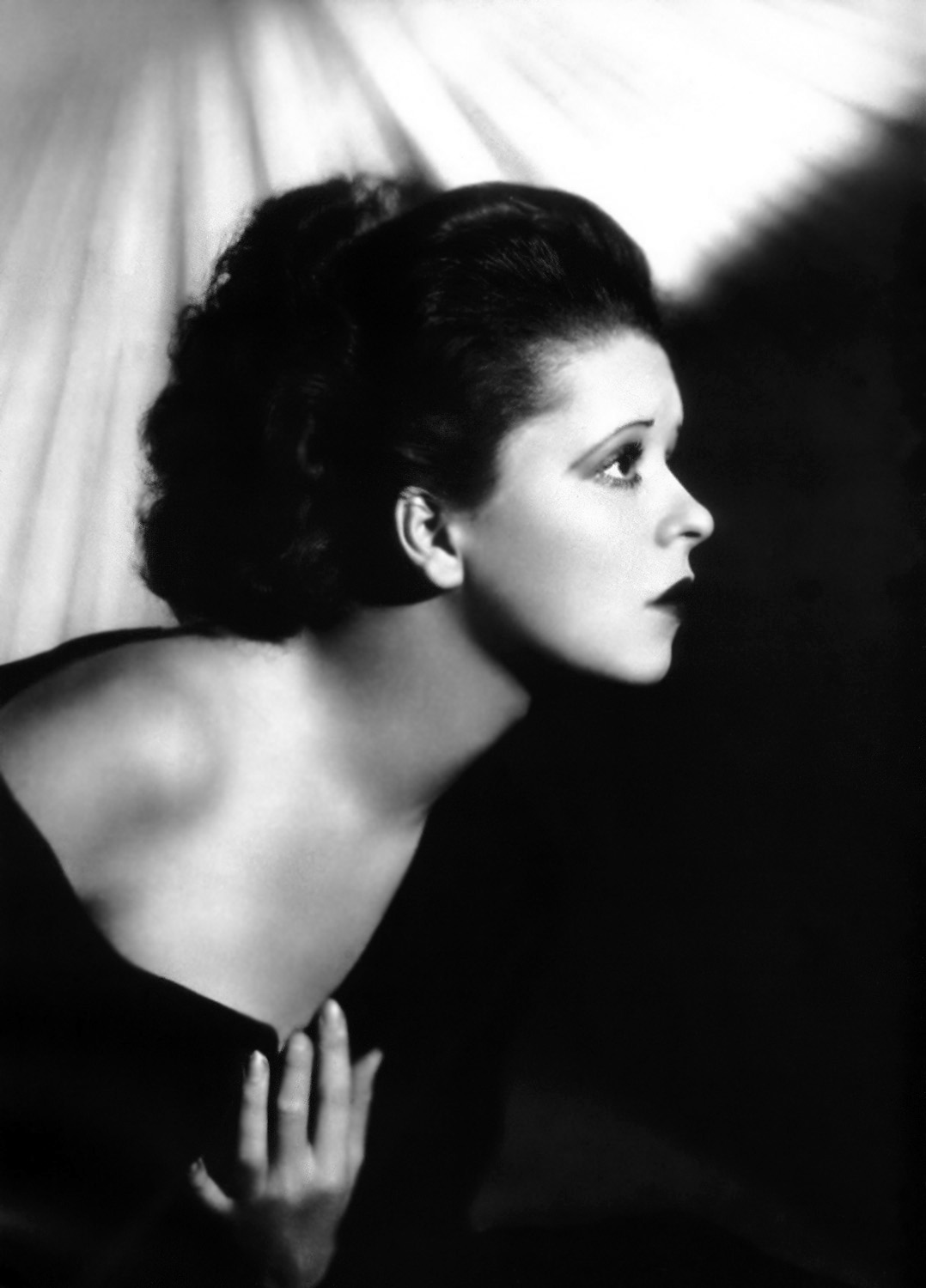
Clara Bow, 1927
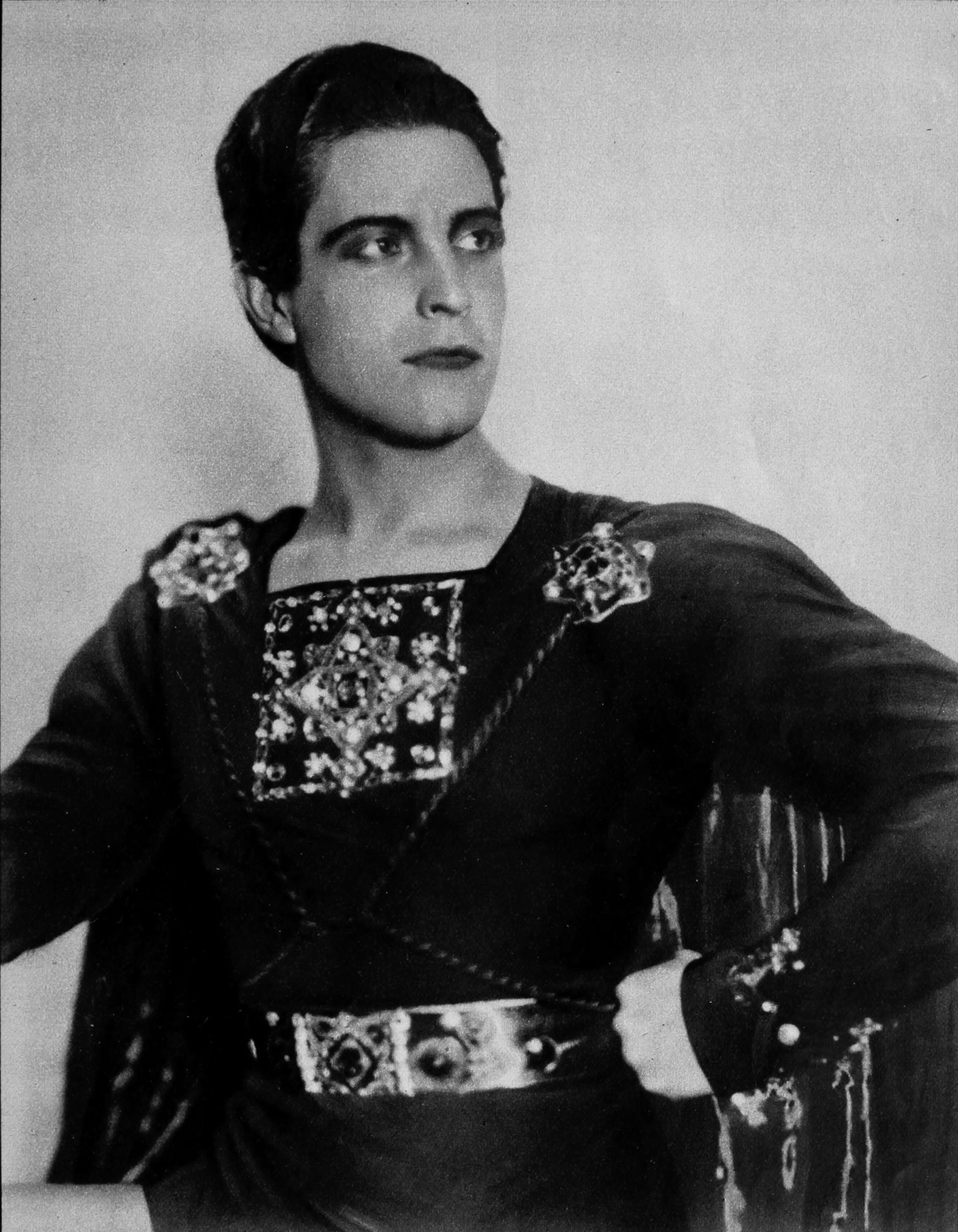
Ramón Novarro jako Ben Hur, 1925
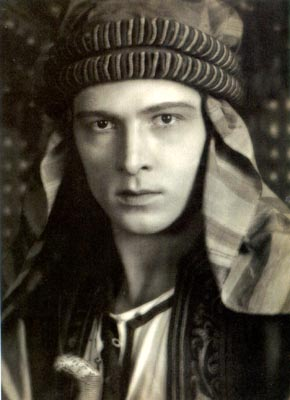
Rudolph Valentino jako Šejk, 1921
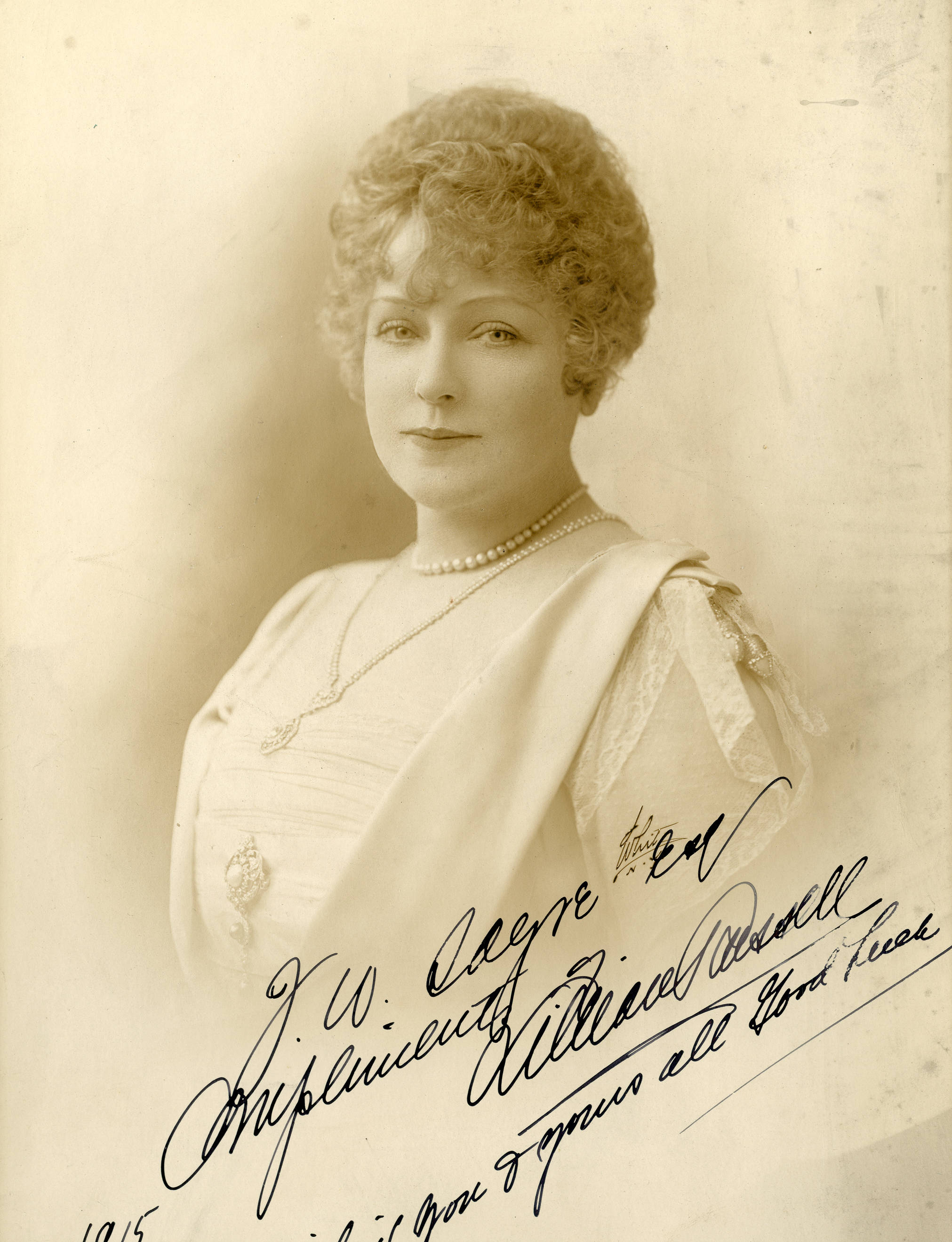
Lillian Russell, 1905

### 30. léta 20. století
- Clark Gable[10]
- Gary Cooper[10]
- Errol Flynn[11]
- Jean Harlowová[12]
- Anna May Wongová[13]

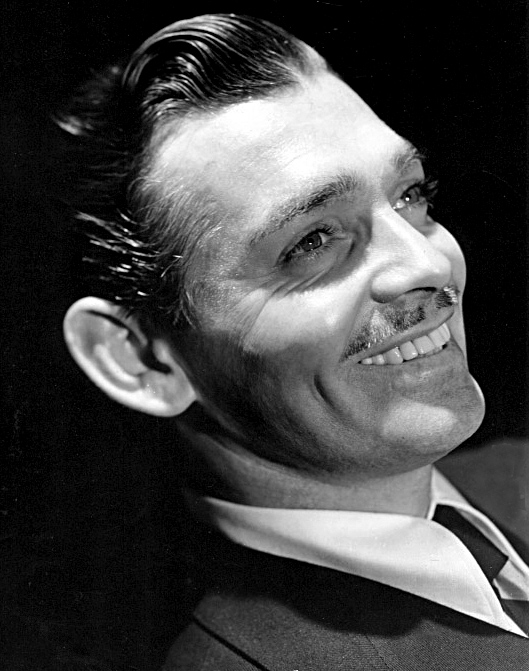
Clark Gable 1938

### 40. léta 20. století
- Cary Grant[10]
- Rita Hayworthová[14]
- Lena Horne[15]
- Veronica Lake[16]
- Jane Russellová[17]
- Gene Tierneyová[18]

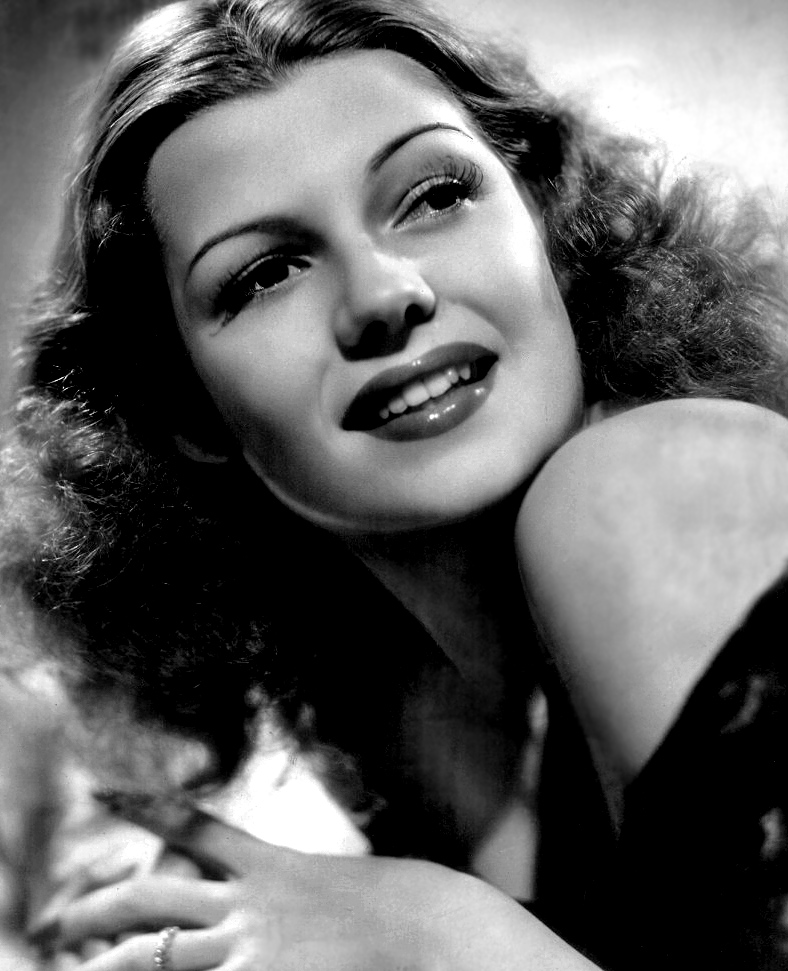
Rita Hayworthová, 1940

### 50. léta 20. století
- Brigitte Bardotová[2]
- Marlon Brando[19]
- Humphrey Bogart[10]
- Montgomery Clift[20]
- James Dean[21]
- Betty Grableová[22]
- Ava Gardner[23]
- Grace Kellyová[24]
- Gina Lollobrigida[25]
- Sophia Lorenová[26]
- Jayne Mansfieldová[21]
- Marilyn Monroe[2]
- Gregory Peck[27]
- Elvis Presley[26]
- Lana Turner[12]
- Elizabeth Taylorová[28]
- Mamie Van Dorenová[29]

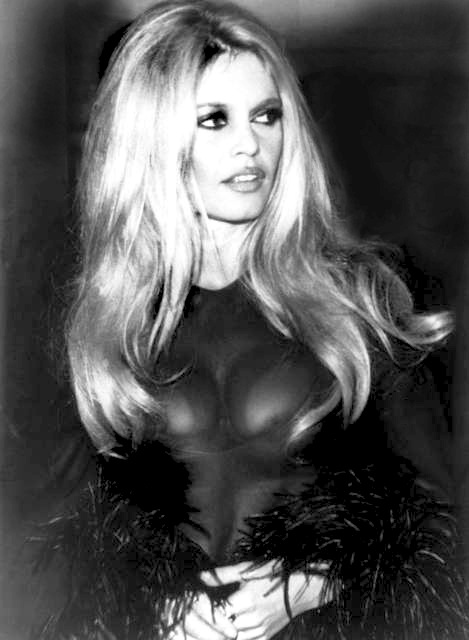
Brigitte Bardotová

### 60. léta 20. století
- Alain Delon[10]
- Sean Connery[30]
- Olga Schoberová[31][32][33]
- Catherine Deneuve[34]
- Jane Fondová[35]
- John Fitzgerald Kennedy[26]
- Mick Jagger[21]
- Tom Jones[36]
- Eartha Kittová[37]
- Ann-Margret[38]
- Jim Morrison[26]
- Robert Redford[10]
- Paul Newman[30]
- Raquel Welchová[39]

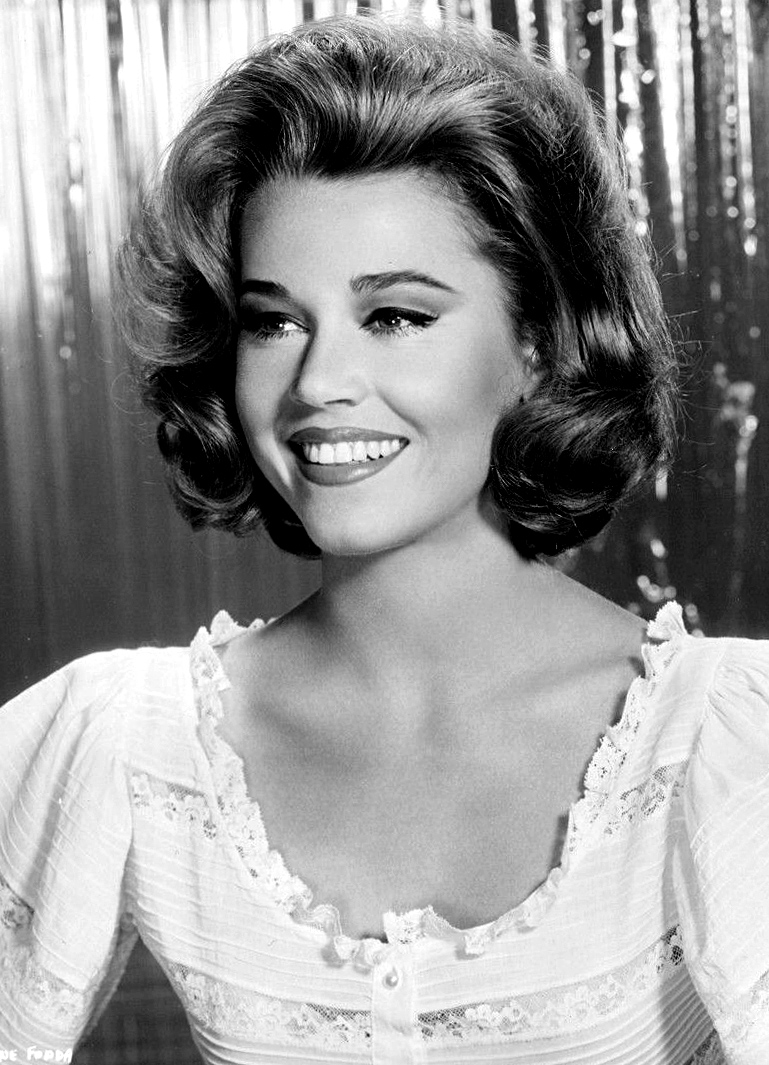
Jane Fondová, 1963
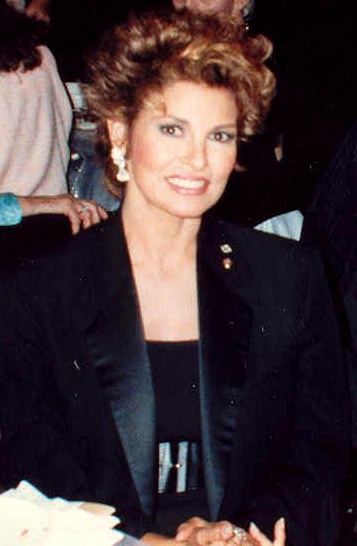
Raquel Welch

### 70. léta 20. století
- Jacqueline Bisset[40]
- Farrah Fawcett[41]
- Pam Grierová[42]
- Grace Jonesová[43]
- Burt Reynolds[10]
- John Travolta[26]

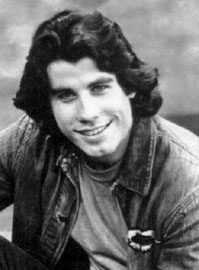
John Travolta, 1976

### 80. léta 20. století
- Tom Cruise[44]
- Bo Derek[45]
- Gérard Depardieu[26]
- Robin Williams[26]
- Madonna[46]
- Richard Gere[26]
- Harrison Ford[10]
- Mel Gibson[47]
- Michael Hutchence[26]
- Christopher Reeve[10]
- Mickey Rourke[48]
- Brooke Shieldsová[26]
- Patrick Swayze[10]
- Heather Thomasová[49]
- Clancy Brown[10]

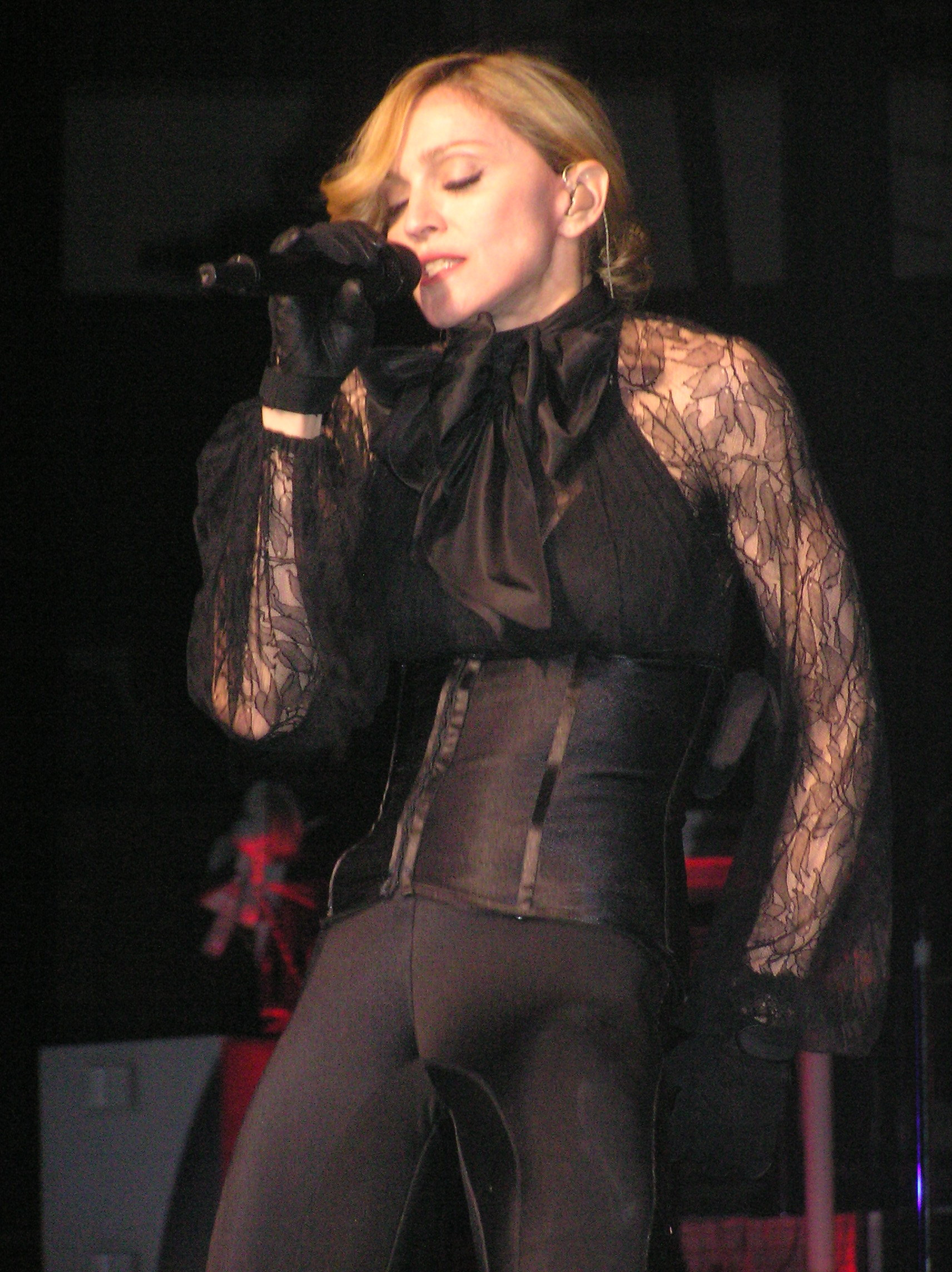
Madonna, 2006
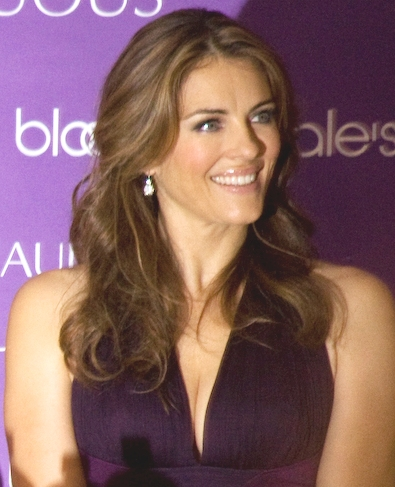
Elizabeth Hurleyová

### 90. léta 20. století
- Pamela Anderson[50]
- Gillian Andersonová[51]
- Halle Berryová[52]
- Tony Blair[26]
- George Clooney[30]
- Cindy Crawford[53]
- Johnny Depp[30]
- Cameron Diaz[26]
- Leonardo DiCaprio[54]
- Colin Firth[26]
- Colin Farrell[26]
- Sarah Michelle Gellar[51]
- Elizabeth Hurleyová[55]
- Jude Law[26]
- Daniel Day-Lewis[56]
- Brad Pitt[57]
- Heather Locklear[51]
- Jenny McCarthy[51]
- Antonio Sabato Jr.[58]
- Tupac Shakur[59]
- Marcus Schenkenberg[60]
- Sharon Stoneová[61]
- Denzel Washington[62]
- Uma Thurman[26]
- Justin Timberlake[26]
- Kate Winsletová[63]

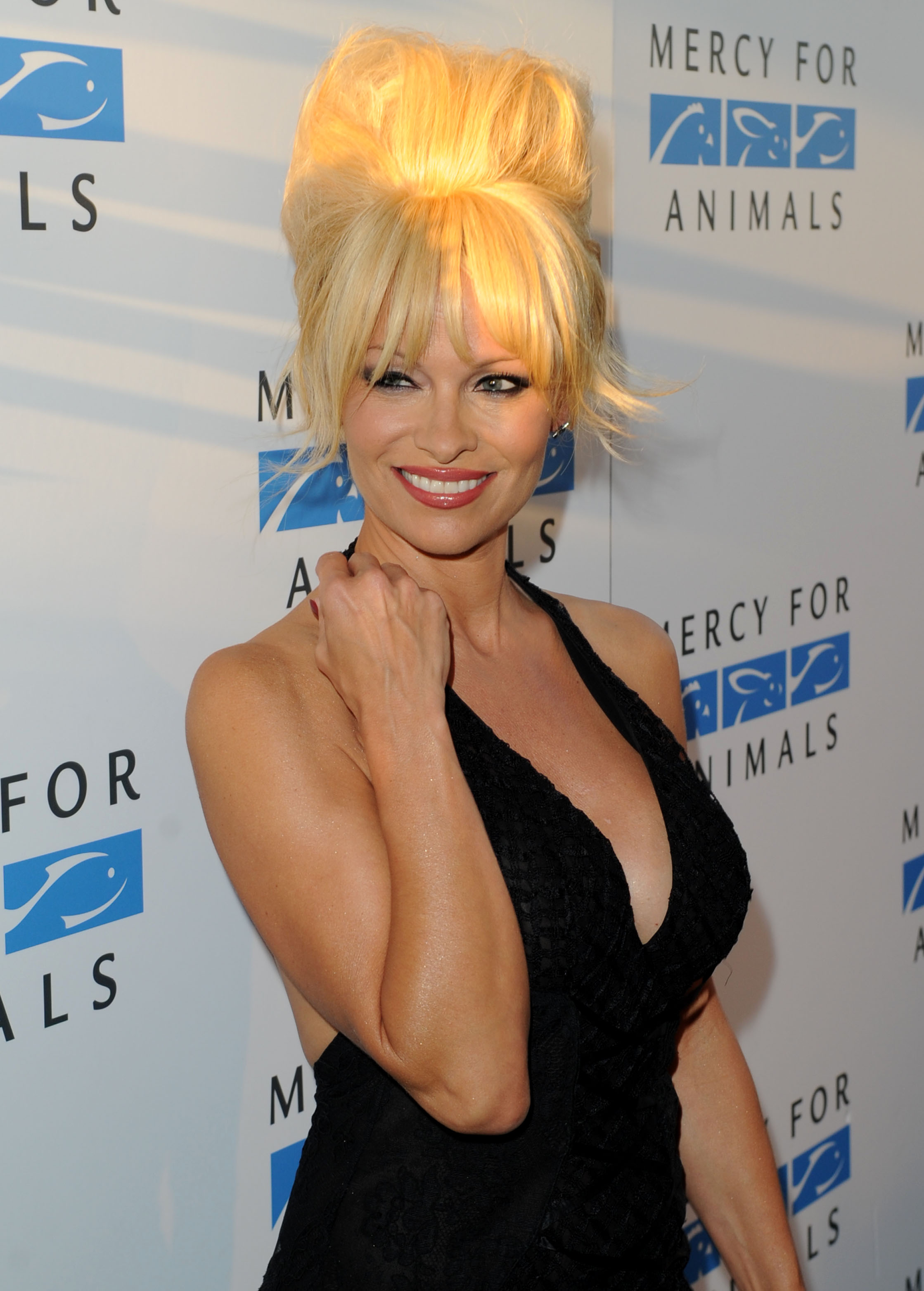
Pamela Anderson

### První desetiletí 21. století
- Sylvie Meis[64]
- Veronika Zemanová[65][66][67][68]
- Britney Spears[69][70][71]
- Kylie Minogue[72]
- Justin Timberlake[26]
- Adam Levine[73]
- Jennifer Lopez[74]
- Beyoncé[75]
- Aaliyah[76]
- Christian Bale[77]
- Monica Bellucciová[78]
- David Beckham[26]
- Cheryl Cole[79]
- Angelina Jolie[80]
- Catherine Zeta-Jonesová[81]
- Hugh Laurie[82]
- Eva Longoria[83]
- Robert Pattinson[84]
- Aishwarya Rai[26]
- Sofía Vergara[85]
- Teri Hatcherová[86][87]
- Eva Mendes[88][89]
- Christina Aguilera[90][91][92][93]

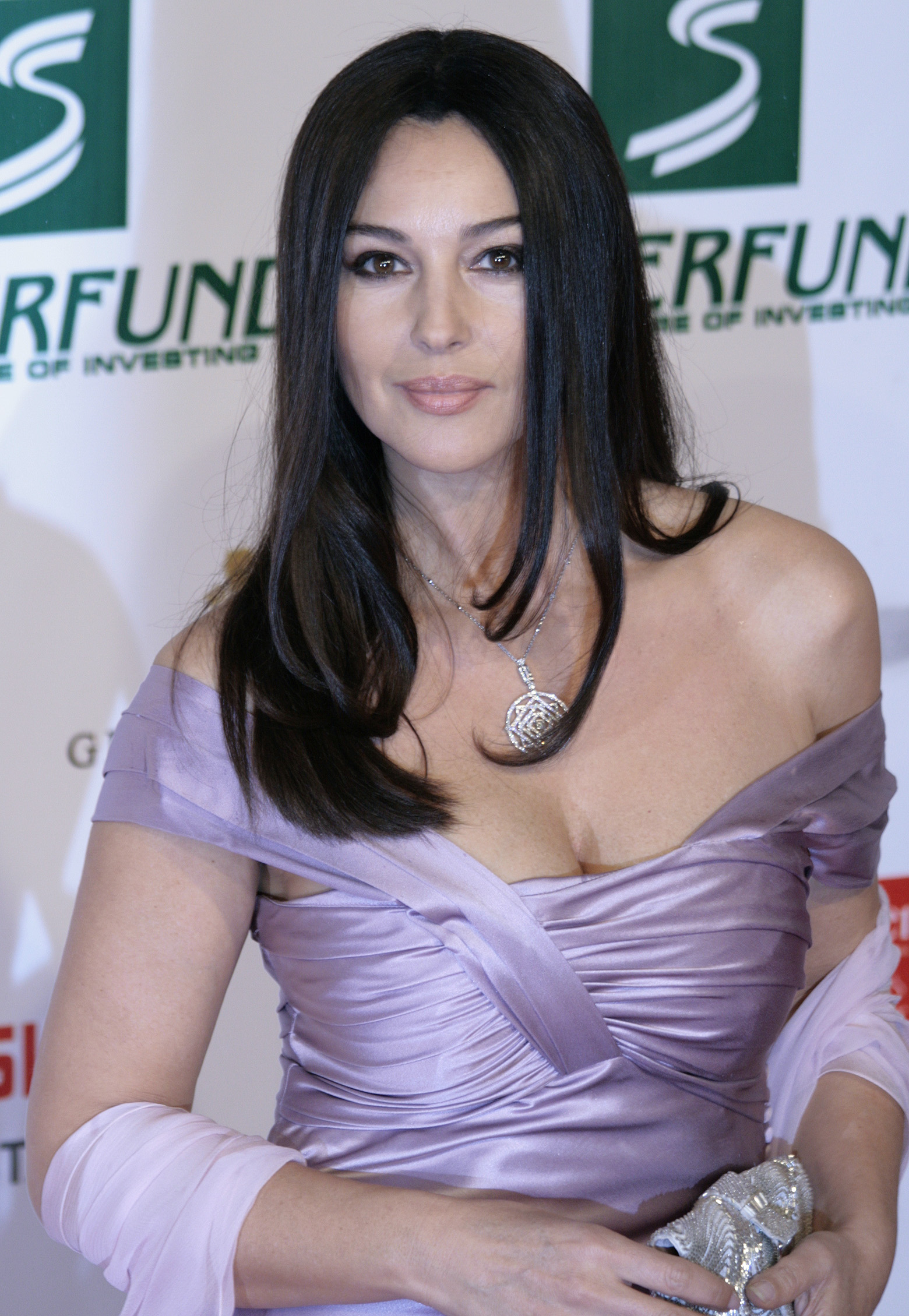
Monica Bellucciová, 2009

### Druhé desetiletí 21. století
- Megan Fox[94]
- Taylor Lautner[95]
- Tom Hardy[96]
- Dita Von Teese[97]
- January Jones[98]
- Katy Perry[99]
- Rihanna[100]
- Scarlett Johanssonová[101]
- Tim Tebow[102]
- Jessica Alba[103]
- Ryan Reynolds[104]
- Mila Kunis[105]
- Amber Heardová[106]
- Christina Hendricks[107]
- Joe Manganiello[108]
- Ryan Gosling[109]
- Jennifer Lawrenceová[110]
- Chris Evans[111]
- Vera Brežněvová[112][113]

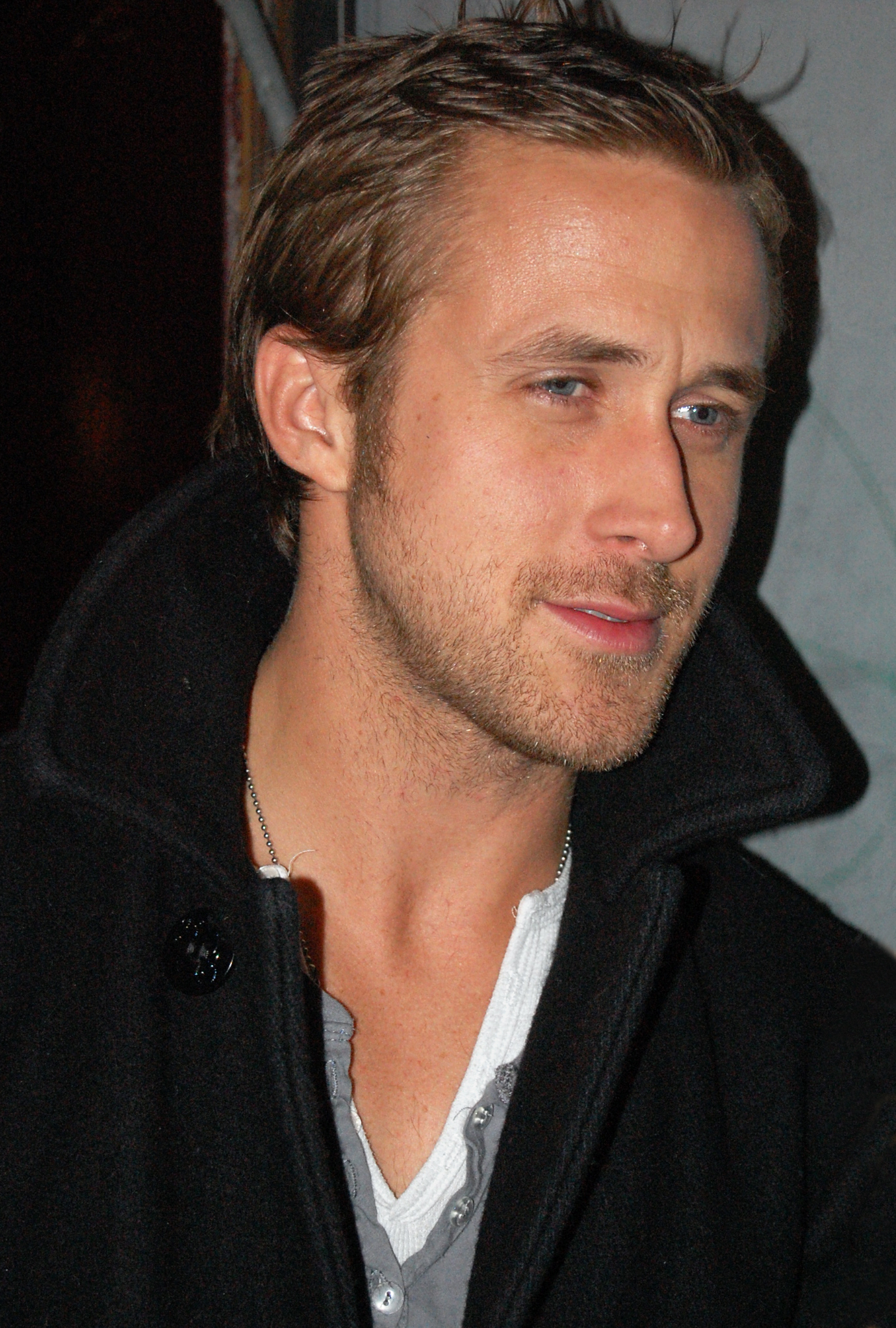
Ryan Gosling, 2009